# نقطة ومقطع طراز طبقي حدي عالمي

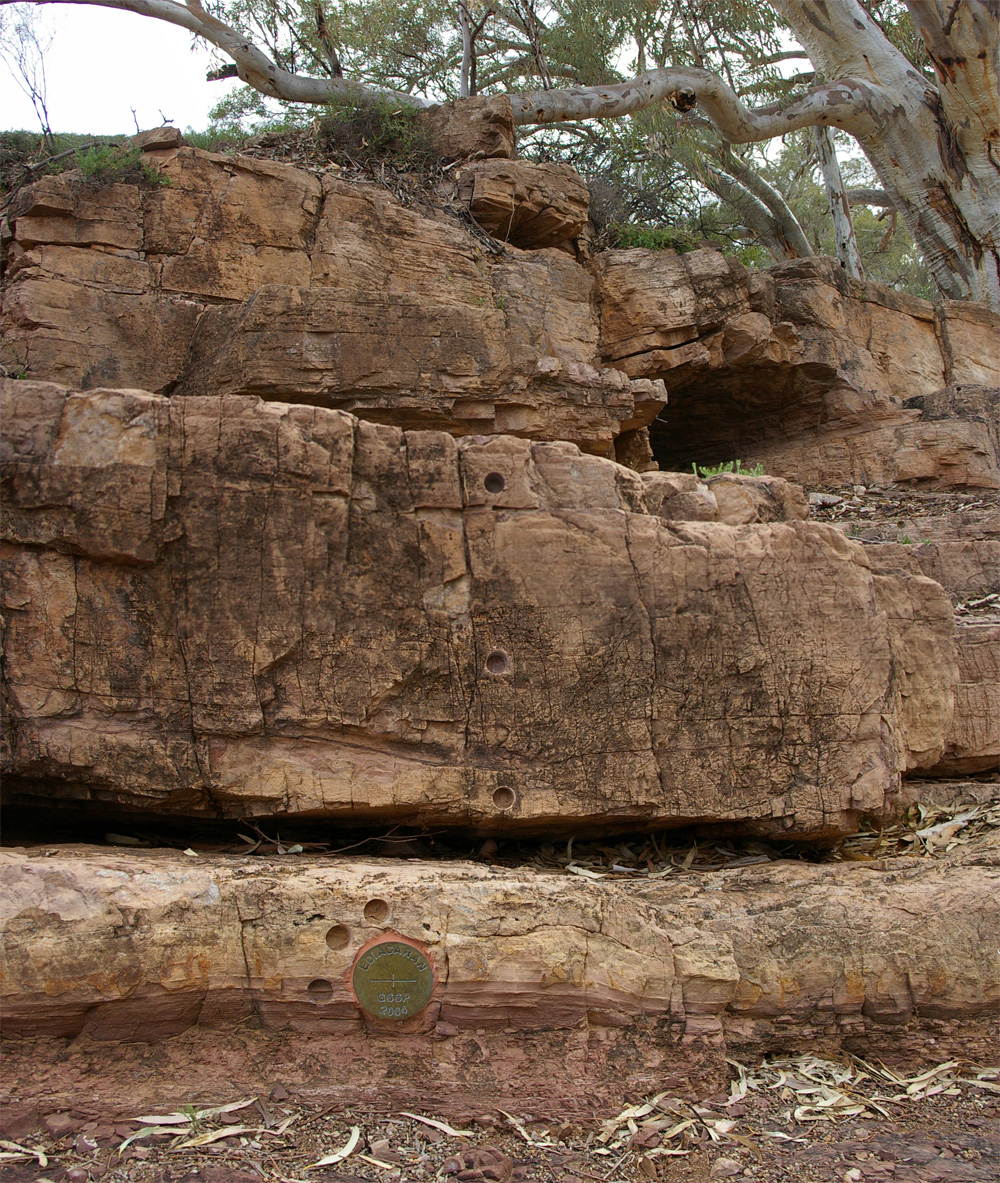
"المسمار الذهبي" (القرص البرونزي في الجزء السفلي من الصورة) أو "نوع المقطع" لنقطة ومقطع طبقة الحدود العالمية (GSSP) الخاصة لقاعدة العصر الإدياكاري (إدياكارا، جنوب أستراليا)

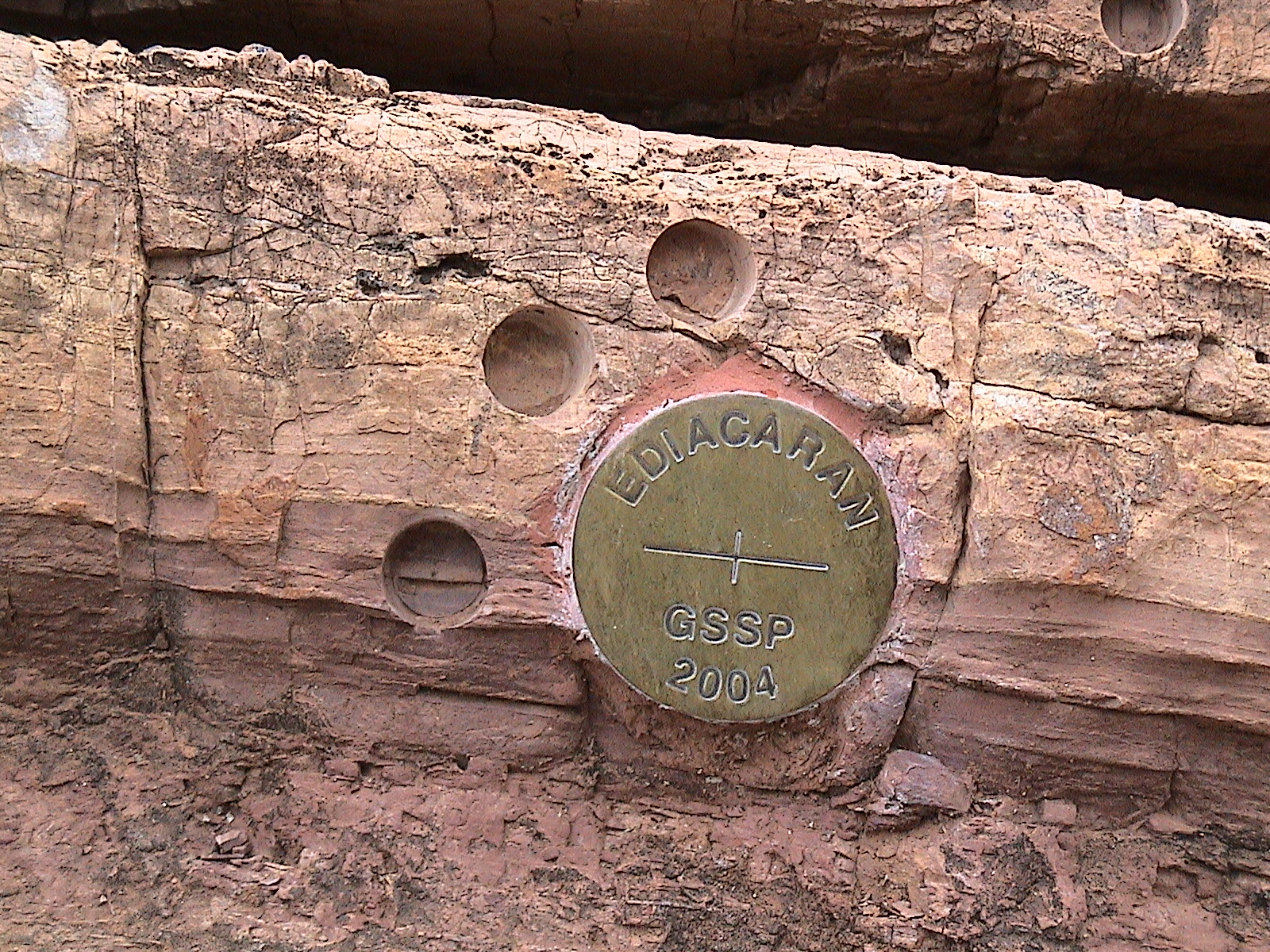
"المسمار الذهبي" تحدد علامة لنقطة ومقطع طبقة الحدود العالمية

نقطة ومقطع الطراز الطبقي الحدي العالمي (بالإنجليزية: Global Boundary Stratotype Section and Point)‏ وتختصر (GSSP)، وهي نقطة مرجعية متفق عليها دوليًا في علم طبقات الأرض تحدد الحدود الدنيا للمرحلة في المقياس الزمني الجيولوجي. تتم الجهود لتحديد نقطة ومقطع طبقة الحدود العالمية من قبل اللجنة الدولية للطبقات، وهي جزء من الاتحاد الدولي للعلوم الجيولوجية. معظم وليس كل نقاط ومقاطع طبقات الحدود العالمية تستند على التغييرات في علم الأحياء القديمة. عادة يتم وصف نقاط ومقاطع طبقات الحدود العالمية من حيث التحولات بين المراحل الحيوانية المختلفة، بالرغم من أن المراحل الحيوانية قد وصفت أكثر بكثير من نقاط ومقاطع طبقات الحدود العالمية. بدأت جهود تعريف نقطة ومقطع طبقة الحدود العالمية في عام 1977. اعتبارا من عام 2012 ، تم التعريف رسميا لـ64 من مجموع 101 مرحلة كانت تحتاج إلى نقطة ومقطع طبقة الحدود العالمية.